# Díode emissor de llum de perovskita
Els díodes emissors de llum de perovskita (PeLED) són candidats per a tecnologies de visualització i il·luminació. Els investigadors han mostrat interès en els díodes emissors de llum de perovskita (PeLED) a causa de la seva capacitat d'emetre llum amb un ample de banda estret, espectre ajustable, capacitat per oferir una alta puresa de color i fabricació de solucions.

## PeLEDs verds
Els PeLED no han superat l'eficiència dels díodes emissors de llum orgànics (OLED) comercials perquè no s'han optimitzat paràmetres crítics específics, com ara el transport de portadors de càrrega i l'eficiència d'acoblament de sortida òptica.
El desenvolupament de PeLED verds eficients amb una eficiència quàntica externa (EQE) superior al 30% va ser reportat per Bai i els seus col·legues el 29 de maig de 2023. Aquest assoliment es va aconseguir mitjançant ajustaments en el transport de portadors de càrrega i la distribució de la llum de camp proper. Aquestes optimitzacions van donar lloc a una eficiència d'acoblament de sortida de llum del 41,82%.
L'estructura modificada del PeLED verd va aconseguir una eficiència quàntica externa rècord del 30,84% a un nivell de brillantor de 6514. cd/m². Aquest treball va introduir un mètode per construir PeLEDs ultraeficients equilibrant la recombinació electró-forat i millorant el desacoblament de la llum.
Ampliar l'àrea efectiva dels LED de perovskita pot disminuir el seu rendiment. Sun et al. van introduir la L-metionina (NVAL) per construir una fase intermèdia amb baixa entalpia de formació i coordinació COO−. Aquesta nova fase intermèdia va alterar la via de cristal·lització, inhibint eficaçment la segregació de fases. En conseqüència, es van aconseguir pel·lícules de perovskita quasi-2D de gran superfície d'alta qualitat. Van afinar encara més la dinàmica composta de la pel·lícula, donant lloc a LED verds de perovskita quasi-2D d'alta eficiència amb una àrea efectiva de 9.0. cm². Es va assolir una eficiència quàntica externa (EQE) del 16,4% a <n> = 3, convertint-lo en el LED de perovskita de gran àrea més eficient. A més, una luminància de 9,1 × 10⁴ cd/m² es va aconseguir en les pel·lícules <n> = 10.

## PeLEDs blaus
El 16 de març de 2023, Zhou et al. van publicar un estudi que demostrava el seu control reeixit del comportament dels ions per crear díodes emissors de llum de perovskita de color blau cel altament eficients. Van aconseguir això utilitzant un passivant bifuncional, que consistia en anions d'àcid benzoic amb base de Lewis i cations de metalls alcalins. Aquest passivant tenia una doble funció: passivava eficaçment l'àtom de plom deficient alhora que inhibia la migració dels ions halurs. El resultat d'aquest enfocament innovador va ser la realització d'un LED de perovskita eficient que emetia llum a una longitud d'ona estable de 483 nm. El LED va mostrar una eficiència quàntica externa (EQE) lloable del 16,58%, amb un EQE màxim que va arribar al 18,65%. Mitjançant la millora de l'acoblament òptic, l'EQE es va augmentar encara més fins al 28,82%.

## PeLEDs vermells
Un dels aspectes més crucials de la tecnologia d'il·luminació i visualització és la generació eficient d'emissió vermella. Les perovskites quasi-2D han demostrat un potencial d'alta eficiència d'emissions a causa d'un confinament robust dels portadors. Tanmateix, les eficiències quàntiques externes (EQE) de la majoria de PeLEDs quasi-2D vermells no són òptimes a causa de les diferents fases de valor n dins de pel·lícules de perovskita quasi-2D complexes.
Per abordar aquest repte, Jiang et al. van publicar les seves troballes a Advanced Materials el 20 de juliol de 2022. La seva recerca es va centrar en la incorporació estratègica de cations grans per millorar l'eficiència dels LED de perovskita de llum vermella. Mitjançant la introducció de iodur de fenetilamoni (PEAI)/iodur de 3-fluorofeniletilamoni (mF-PEA) i iodur d'1-naftilmetilamoni (NMAI), van aconseguir un control precís sobre la distribució de fases de materials de perovskita quasi-2D. Aquest mètode va reduir eficaçment la prevalença de fases d'índex n més petites i, alhora, va abordar els defectes de plom i halurs a les pel·lícules de perovskita. El resultat d'aquesta investigació va ser el desenvolupament de LEDs de perovskita capaços d'aconseguir un EQE del 25,8% a 680 nm, acompanyat d'una brillantor màxima de 1300 cd/m².

## PeLEDs blancs
Es poden construir LED de perovskita blanca d'alt rendiment amb una alta eficiència d'extracció de llum mitjançant acoblament òptic de camp proper. L'acoblament òptic de camp proper entre el díode de perovskita blava i el nanocristall de perovskita vermella es va aconseguir mitjançant un elèctrode translúcid multicapa (LiF/Al/Ag/LiF) raonablement dissenyat. La capa nanocristal·lina de perovskita vermella permet extreure el mode de guia d'ones i el mode de polarització del plasmó superficial capturats al díode de perovskita blava i convertir-los en emissió de llum vermella, augmentant l'eficiència d'extracció de llum en un 50%. Al mateix temps, els espectres d'emissió complementaris de fotons blaus i fotons vermells convertits a la baixa contribueixen a la formació de LED blancs. Finalment, l'eficiència quàntica fora del dispositiu supera el 12% i la brillantor supera els 2000. cd/ m², que són els dos més alts en els PeLED blancs.

## Temps de vida
La preparació de pel·lícules de perovskita totalment inorgàniques d'alta qualitat mitjançant mètodes basats en solucions continua sent un repte formidable, atribuït principalment a la cristal·lització ràpida i incontrolable d'aquests materials. La innovació clau va consistir en controlar l'orientació cristal·lina de la perovskita totalment inorgànica al llarg del pla (110) mitjançant un procés de recuit a baixa temperatura (35-40 °C). Aquest control precís va conduir a l'apilament ordenat dels cristalls, cosa que va augmentar significativament la cobertura superficial i va reduir els defectes dins del material. Després d'una optimització exhaustiva, el LED de perovskita CsPbBr3 ben orientat va aconseguir una eficiència quàntica externa (EQE) de fins al 16,45%, una brillantor remarcable de 79.932 cd/m² i una vida útil de 136 hores quan es funciona inicialment amb un nivell de brillantor de 100 cd/m².
El 20 de setembre de 2021, l'equip dirigit per Sargent et al. de la Universitat de Toronto va publicar els resultats de la seva recerca al Journal of the American Chemical Society (JACS) sobre díodes emissors de llum (LED) brillants i estables basats en punts quàntics de perovskita dins d'una matriu de perovskita. La investigació va informar que els punts quàntics de perovskita romanen estables en una pel·lícula fina de perovskita en solució precursora i impulsen la cristal·lització uniforme de la matriu de perovskita utilitzant punts quàntics de deformació com a centres de nucleació. L'alineació de bandes de tipus I garanteix que els punts quàntics actuïn com a acceptors de càrrega i emissors radiatius.
El nou material presenta una recombinació Auger de biexcitons suprimida i una luminescència brillant fins i tot a alta excitació (600 W/cm2). Els LED vermells basats en el nou material demostren una eficiència quàntica externa del 18% i mantenen un alt rendiment a una brillantor superior a 4700. cd/m². El nou material allarga la vida útil del LED a 2400 hores amb una brillantor inicial de 100 cd/m².

## Avenços en PeLEDs d'infraroig proper
Per abordar el problema de la capacitat dels LED convertits en fòsfor per emetre radiacions ultraamples d'infraroig proper (NIR). Actualment, els investigadors han utilitzat PeLED utilitzant Cs2Na0.95Ag0.05BiCl6 dopat amb un 2,5% de W4+ i un 2,8% de Mo4+. Així, produint perovskites que emeten radiació NIR ultraampla amb amplades espectrals de 434 i 468 nm. Això aporta moltes perspectives al camp emergent de l'ús dels PeLED. El mercat de la perovskita encara està en auge; actualment s'està treballant per ampliar el procés de fabricació. La predicció actual és que el mercat mundial de la perovskita podrà superar els 10.000 milions de dòlars el 2035. Els PeLED d'emissió d'infrarojos propers d'ultraample també estan integrats amb polímer biodegradable d'àcid polilàctic per a una major versatilitat en les aplicacions.
Actualment s'està treballant per millorar els LED NIR perquè siguin més òptims per a la imatge i la detecció biomèdiques mitjançant el dopatge en perovskites d'estany totalment inorgàniques (CsSnI3). Incorporant perovskites, els investigadors han pogut aconseguir una major radiància i una estabilitat operativa més llarga. Aquestes millores són el resultat de la manipulació del dopatge p amb l'objectiu de controlar la cristal·lització del material. Aquests avenços no només són prometedors per al camp mèdic, sinó també per a les fonts d'energia i la utilització de peLED amb finalitats energètiques, així com de cèl·lules solars de perovskita.

## Reptes de comercialització dels PeLED
Els PeLED són molt prometedors en moltes aplicacions a gran escala. Els PeLED tenen un avantatge en la comercialització, ja que el seu cost de matèria primera és inferior al dels ILED i els OLED. Pel que fa als costos de fabricació, cal tenir en compte la deposició de la capa funcional i els mètodes de recobriment. Els investigadors suggereixen que la incorporació del processament humit té el potencial de millorar l'eficiència de la producció, ajudant a reduir el cost de fabricació de PeLEDS.
Certs problemes sorgeixen en l'ampliació d'escala i la comercialització dels PeLEDS, com ara la degradació de la perovskita, la producció d'un PeLED sense plom i l'eficiència del PeLED blau. A causa de la mala estabilitat tèrmica de les perovskites i la degradació induïda per altres factors ambientals com el vapor, l'oxigen i la llum, la vida útil pot variar i ser més curta en comparació amb altres PeLED. Les preocupacions sobre la producció de PeLED sense plom es deuen al fet que tenen un baix rendiment quàntic de fotoluminescència (PLQY). La ineficàcia de produir PeLEDs blaus s'atribueix a la migració d'ions halògens que es produeix a les perovskites. Aquesta migració d'ions halogen provoca segregació de fases sota polarització de voltatge. La segregació de fases fa que el PeLED blau falli i canviï ràpidament la longitud d'ona de blau a verd. Hi ha altres mètodes que s'han implementat per solucionar aquest problema, però encara hi ha moltes limitacions.